# Тюва
Тюва — река в России, протекает по Молчановскому району Томской области. Устье реки находится в 44 км по левому берегу реки Татош (Большой Татош). Длина реки составляет 20 км.
Периодически, раз в 100 лет, уходит под землю, образуя большие пещеры и меняя русло. Из-за этого перестали существовать в XIX веке три села.

## Данные водного реестра
По данным государственного водного реестра России относится к Верхнеобскому бассейновому округу, водохозяйственный участок реки — Обь от впадения реки Чулым до впадения реки Кеть, речной подбассейн реки — Чулым. Речной бассейн реки — (Верхняя) Обь до впадения Иртыша.
Код объекта в государственном водном реестре — 13010500112115200022595.